# Bí ngòi
Bí ngòi hay bí ngồi là một loài thực vật thuộc chi Bí với tên khoa học Cucurbita pepo. Loài này được Carl von Linné mô tả khoa học đầu tiên năm 1753. Quả bí ngòi thường được dùng làm một loại rau nấu lên dùng trong bữa, hoặc đôi khi ăn sống trong vài món.
Nguồn gốc bí ngòi là ở châu Mỹ nhưng loài cây mang tên bí ngòi ngày nay được gây giống ở Ý hàng trăm năm sau khi loài bí du nhập Âu châu từ Tân Thế giới.
Ở Việt Nam loại bí này xuất hiện khá muộn từ khoảng thập niên 1990. Tuy cùng loài với bí ngô, bí này không mọc thành dây bò lan trên mặt đất nên có lẽ vì "ngồi yên" một chỗ mà tiếng Việt gọi là "bí ngồi".

## Hình ảnh

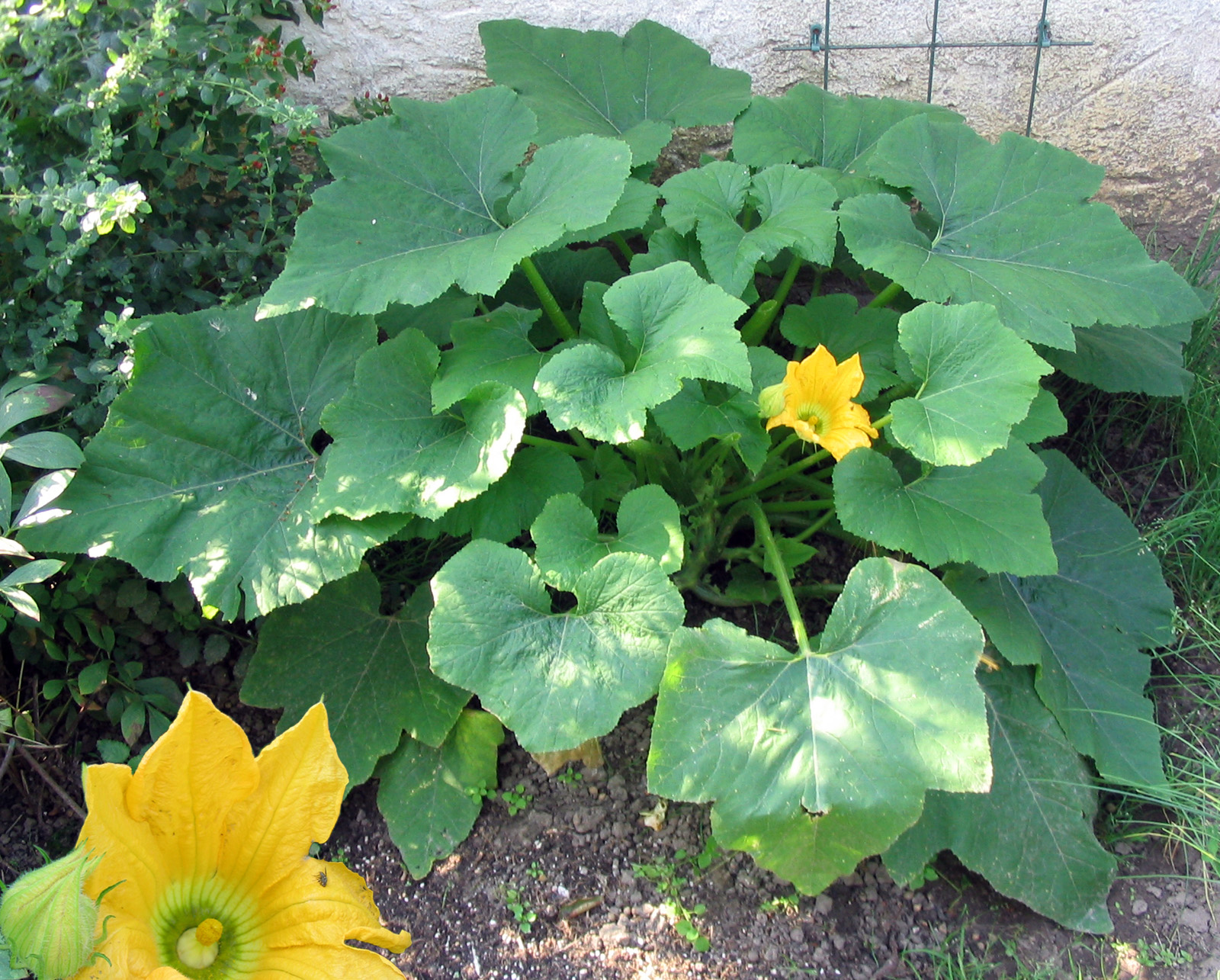
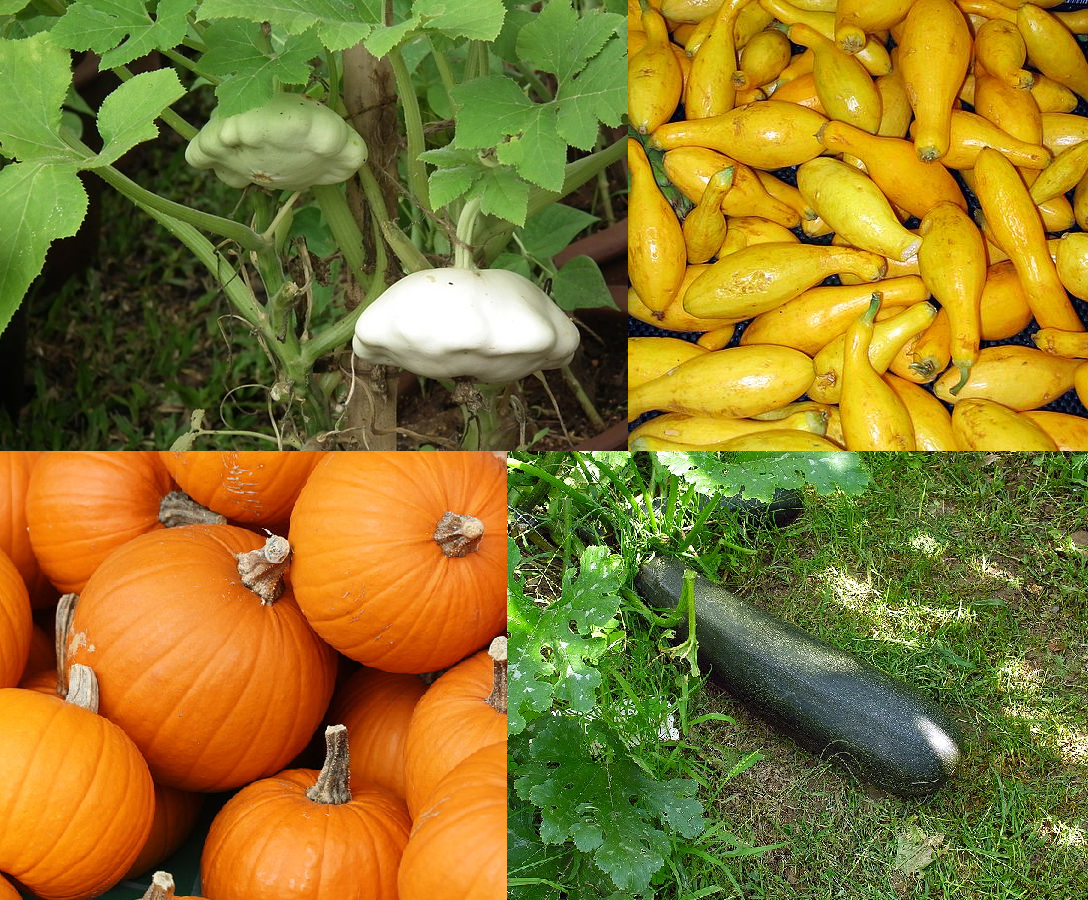
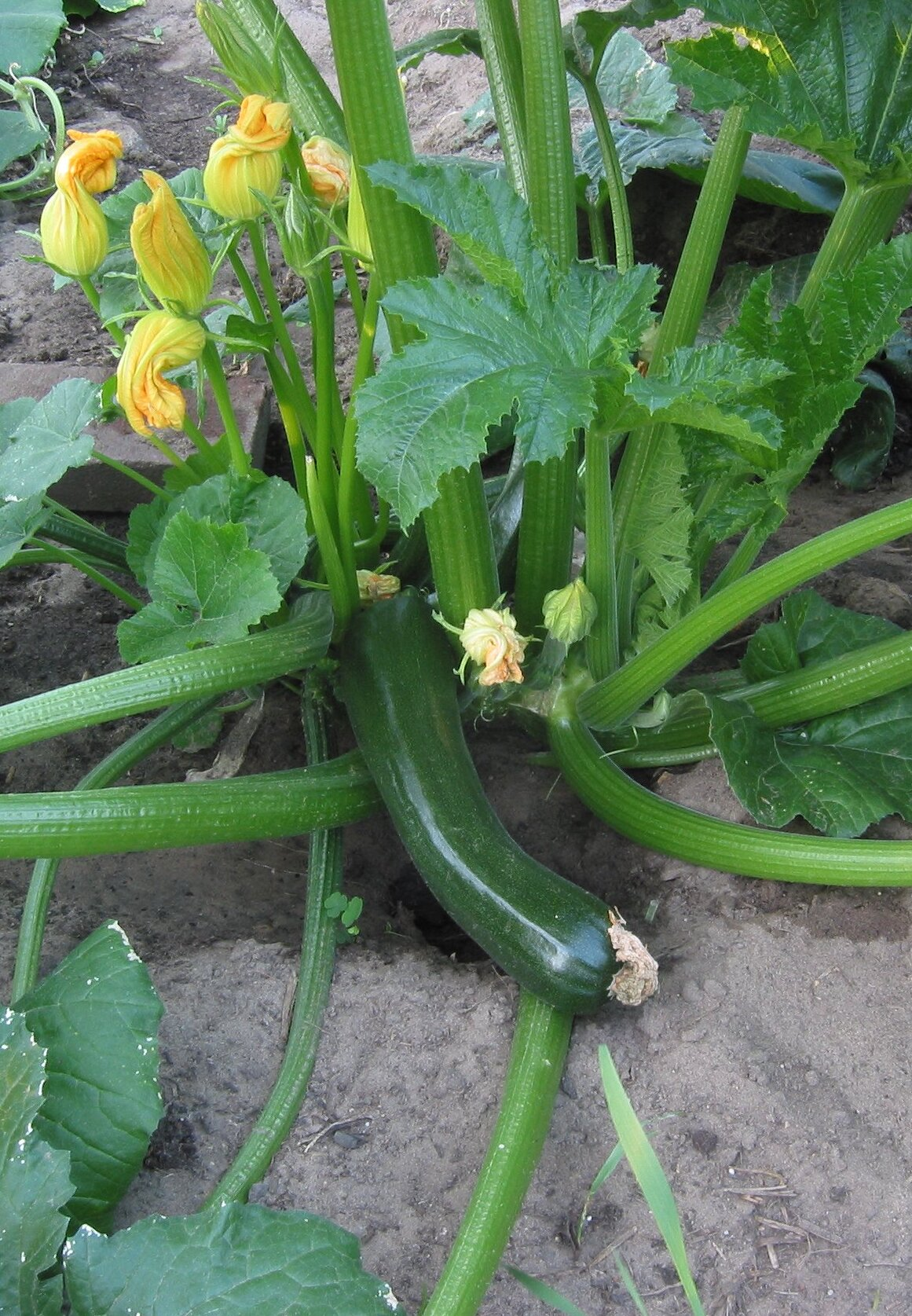